# Justine Mettraux
Justine Mettraux (* 4. Oktober 1986 in Genf) ist eine Schweizer Profiseglerin. Die Hochseeseglerin trat, bis sie zur IMOCA-60-Klasse wechselte, in zahlreichen Regatten der Figaro-Klasse an. Bei ihrer ersten Vendée Globe 2024/25 erreichte sie als Achte das Ziel und segelte die rund 24.000 Seemeilen (44.450 km) lange Strecke so schnell wie keine Frau zuvor.

## Biographie
Justine Mettraux verbrachte in ihrer Kindheit viel Zeit mit dem Segeln des Familienboots auf dem Genfersee und trainierte am dortigen Zentrum für Regattatraining. Auch ihre zwei Schwestern und zwei Brüder segeln auf höchstem Niveau. Mit 16 Jahren nahm sie in der Bretagne und in Hyères an Seetrainingslagern teil, die ihre Begeisterung für Hochseeregatten weckten. Parallel zu ihrem Karrierestart im Segelsport absolvierte Justine Mettraux ein Hochschulstudium an der Pädagogischen Hochschule in Lausanne.
Bei ihrer ersten Teilnahme an der Vendée Globe 2024/25 überquerte sie nach 76 Tagen 01:36:52 die Ziellinie in Les Sables-d’Olonne und unterbot damit die Bestzeit unter den Frauen um mehr als 11 Tage. Im Gesamtklassement belegt sie den 8. Platz, obwohl ihr Boot nicht zur neuesten Generation der IMOCA-Yachten zählt. Das 2018 gebaute Boot, anfangs unter dem Namen Charal von Jérémie Beyou gesegelt, wurde 2020 am Bug und an den Hydrofoils modifiziert und vom jetzigen Sponsor IMOCA TeamWork – TeamSnef in Yoroshiku (japanisch, sinngemäß: „Pass auf mich auf“) umgetauft.

## Bestleistungen
| Jahr                  | Platz                | Regatta                  | Klasse               | Team                 | Bootsname                              | Anmerkung                                                       |
| Regatten um die Welt  | Regatten um die Welt | Regatten um die Welt     | Regatten um die Welt | Regatten um die Welt | Regatten um die Welt                   | Regatten um die Welt                                            |
| --------------------- | -------------------- | ------------------------ | -------------------- | -------------------- | -------------------------------------- | --------------------------------------------------------------- |
| 2024/25               | 8                    | Vendée Globe             | IMOCA 60             | TeamWork – TeamSnef  | FRA 08 – Yoroshiku                     | bislang schnellste Zeit einer Frau bei der Vendée Globe         |
| 2023                  | 1                    | The Ocean Race           | IMOCA 60             | 11th Hour Racing     | FRA 112 – Mālama jetzt Groupe Dubreuil | im Team unter Skipper Charlie Enright, Vereinigte Staaten       |
| 2014/15               | 6                    | Volvo Ocean Race         | Volvo Ocean 65       | Team SCA             | Team SCA                               | im reinen Frauenteam unter Skipperin Samantha Davies, Schweden  |
| Transatlantikregatten |                      |                          |                      |                      |                                        |                                                                 |
| 2023                  | 6                    | Transat Jacques Vabre    | IMOCA 60             | TeamWork             | TeamWork vormals Charal                | mit Julien Villion, Frankreich                                  |
| 2022                  | 7                    | Route du Rhum            | IMOCA 60             | TeamWork             | TeamWork vormals Charal                |                                                                 |
| 2021                  | –                    | Transat Jacques Vabre    | IMOCA 60             | 11th Hour Racing     | Alaka'i vormals Hugo Boss 6            | mit Simon Fisher, Vereinigtes Königreich Aufgabe nach Mastbruch |
| 2018                  | 10                   | Transat AG2R La Mondiale | Bénéteau Figaro 2    | TeamWork             | TeamWork                               | mit Isabelle Joschke, Frankreich                                |
| 2017                  | 4                    | Transat Jacques Vabre    | Class 40             | TeamWork             | FRA 115 – TeamWork40                   | mit Bertrand Delesne, Frankreich                                |